# Ergavia subrufa
Ergavia subrufa är en fjärilsart som beskrevs av W. Warren 1897. Ergavia subrufa ingår i släktet Ergavia och familjen mätare. Inga underarter finns listade i Catalogue of Life.